# Heteroscyphus
Heteroscyphus là một chi rêu trong họ Geocalycaceae.